# Sami Khedira
Sami Khedira (arabul: سامي خضيرة, magyarosan: Számi Hedíra; Stuttgart, 1987. április 4.) német válogatott labdarúgó, legutóbb a Hertha BSC középpályása volt.

## Pályafutása

### Stuttgart
Khedira 1995-ben igazolt a klubhoz 8 évesen a TV Oeffingen-től. A VfB Stuttgart felnőttcsapatában a 2006-2007-es szezontól játszott. 2006. október 1-jén debütált a Hertha BSC elleni meccsen. Első két gólját a Schalke ellen szerezte 2006. október 29-én. 2008-ban 2011-ig meghosszabbította szerződését.

### Real Madrid
2010. július 30-án a Real Madridhoz igazolt mintegy 12 millió euróért.José Mourinhonál alapember volt a 2010–11-es szezonban, Lassana Diarra szorult a padra érkezésével. Összesen 40 meccsen lépett pályára. A 2011–2012-es Bajnokok Ligája kiírásában megszerezte első hivatalos gólját a Real Madridban a Lyon ellen.

### Juventus
2015. június 9-én jelentették be, hogy szerződése lejártával csatlakozik az olasz bajnok Juventus csapatához, ahova 4 évre írt alá.

### Hertha BSC
2021. február 1-jén jelentették be, hogy a Hertha BSC játékosa lett és a  28-as mezszámot kapta meg.
2021. május 19-én bejelentette közösségi oldalán, hogy a szezon végén felhagy az aktív futballal a világbajnok középpályás.

### Válogatott
Khedira 2009-ben U21-es Európa-bajnokságot nyert Németországgal. Ő volt a Német U21-es válogatott csapatkapitánya.
2009. szeptember 5-én mutatkozott be a Nationalelfben, Simon Rolfes cseréjeként lépett pályára Dél-Afrika ellen.
Khedira tagja volt a válogatottnak a 2010-es világbajnokságon, ahol Michael Ballack helyén játszott a csapatban. Július 10-én, a bronzmeccsen megszerezte első, egyben győztes gólját Uruguay ellen.

## Válogatott góljai
| #  | Dátum              | Helyszín                                                            | Ellenfél       | Gólja | Végeredmény | Kiírás                   |
| -- | ------------------ | ------------------------------------------------------------------- | -------------- | ----- | ----------- | ------------------------ |
| 1. | 2010. július 10.   | Nelson Mandela Bay Stadium, Port Elizabeth, Dél-afrikai Köztársaság | Uruguay        | 3–2   | 3–2         | Világbajnokság           |
| 2. | 2012. június 22.   | PGE Arena Gdańsk, Gdańsk, Lengyelország                             | Görögország    | 2–1   | 4–2         | Európa-bajnokság         |
| 3. | 2013. február 6.   | Parc des Princes, Párizs, Franciaország                             | Franciaország  | 2–1   | 2–1         | Barátságos               |
| 4. | 2013. október 11.  | Rhein Energie Stadion, Köln, Németország                            | Írország       | 1–0   | 3–0         | Világbajnokság-selejtező |
| 5. | 2014. július 9.    | Belo Horizonte, Estádio Mineirão, Brazília                          | Brazília       | 5–0   | 7–1         | Világbajnokság           |
| 6. | 2016. október 11.  | HDI Arena, Hannover, Németország                                    | Észak-Írország | 2–0   | 2–0         | Világbajnokság-selejtező |
| 7. | 2016. november 11. | San Marino Stadium, Serravalle, San Marino                          | San Marino     | 1–0   | 8–0         | Világbajnokság-selejtező |

## Karrier statisztikái

### Klub
| Klub               | Szezon             | Bajnokság | Bajnokság | Kupa  | Kupa  | Nemzetközi | Nemzetközi | Egyéb | Egyéb | Összesen | Összesen |
| Klub               | Szezon             | Mérk.     | Gólok     | Mérk. | Gólok | Mérk.      | Gólok      | Mérk. | Gólok | Mérk.    | Gólok    |
| ------------------ | ------------------ | --------- | --------- | ----- | ----- | ---------- | ---------- | ----- | ----- | -------- | -------- |
| Stuttgart          | 2006–07            | 22        | 4         | 4     | 0     | —          | —          | —     | —     | 26       | 4        |
| Stuttgart          | 2007–08            | 24        | 1         | 4     | 0     | 5          | 0          | 1     | 0     | 34       | 1        |
| Stuttgart          | 2008–09            | 27        | 7         | 2     | 0     | 8          | 1          | —     | —     | 37       | 8        |
| Stuttgart          | 2009–10            | 25        | 2         | 2     | 1     | 8          | 0          | —     | —     | 35       | 3        |
| Stuttgart          | Összesen           | 98        | 14        | 12    | 1     | 21         | 1          | 1     | 0     | 132      | 16       |
| Real Madrid        | 2010–11            | 25        | 0         | 7     | 0     | 8          | 0          | —     | —     | 40       | 0        |
| Real Madrid        | 2011–12            | 28        | 2         | 4     | 1     | 8          | 1          | 2     | 0     | 42       | 4        |
| Real Madrid        | 2012–13            | 25        | 3         | 6     | 1     | 11         | 0          | 2     | 0     | 44       | 4        |
| Real Madrid        | 2013–14            | 13        | 1         | 0     | 0     | 5          | 0          | —     | —     | 18       | 1        |
| Real Madrid        | 2014–15            | 11        | 0         | 3     | 0     | 2          | 0          | 1     | 0     | 17       | 0        |
| Real Madrid        | Összesen           | 102       | 6         | 20    | 2     | 34         | 1          | 5     | 0     | 161      | 9        |
| Juventus           | 2015–16            | 20        | 5         | 1     | 0     | 4          | 0          | 0     | 0     | 25       | 5        |
| Juventus           | 2016–17            | 31        | 5         | 3     | 0     | 11         | 0          | 1     | 0     | 46       | 6        |
| Juventus           | 2017–18            | 26        | 9         | 3     | 0     | 8          | 0          | 1     | 0     | 38       | 9        |
| Juventus           | 2018–19            | 10        | 2         | 2     | 0     | 4          | 0          | 1     | 0     | 17       | 2        |
| Juventus           | 2019–20            | 12        | 0         | 0     | 0     | 5          | 0          | 0     | 0     | 17       | 0        |
| Juventus           | Összesen           | 99        | 21        | 9     | 0     | 32         | 0          | 3     | 0     | 143      | 21       |
| Karrierje összesen | Karrierje összesen | 320       | 42        | 41    | 3     | 87         | 2          | 9     | 0     | 457      | 47       |

2019. november 26. szerint

### Válogatott
2018. június 27-én lett frissítve
| Németország | Németország     | Németország |
| Év          | Pályára lépések | Gólok       |
| ----------- | --------------- | ----------- |
| 2009        | 1               | 0           |
| 2010        | 16              | 1           |
| 2011        | 7               | 0           |
| 2012        | 12              | 1           |
| 2013        | 8               | 2           |
| 2014        | 9               | 1           |
| 2015        | 4               | 0           |
| 2016        | 12              | 2           |
| 2017        | 3               | 0           |
| 2018        | 5               | 0           |
| Összesen    | 77              | 7           |

## Magánélet
Khedira apja tunéziai, anyja német származású. Testvére szintén labdarúgó, jelenleg az 1. FC Union Berlin csapatának középpályása.

## Sikerei, díjai
VfB Stuttgart
- Bundesliga-győztes: 2006–07

Real Madrid
- La Liga-győztes:2011–12
- Spanyol kupa-győztes:2010–11, 2013-14
- Spanyol szuperkupa-győztes:2012
- Bajnokok Ligája-győztes: 2013-14
- Európai szuperkupa-győztes: 2014
- Klubvilágbajnokság-győztes: 2014

 Juventus 
- Serie A-győztes: 2015-16, 2016-17, 2017-18, 2018-19
- Olasz Kupa-győztes: 2015-16, 2016-17, 2017-18
- Szuperkupa-győztes: 2018

Németország
- világbajnokság-aranyérmes (2014)

## Külső hivatkozások
- hivatalos oldala (angol nyelven). sami-khedira.com
- Sami Khedira (angol nyelven). bdfutbol.com
- Sami Khedira (német nyelven). fussballdaten.de
- Sami Khedira (angol nyelven). national-football-teams.com
- Sami Khedira (angol nyelven). worldfootball.net
- Sami Khedira (angol,olasz nyelven). juventus.com
- Sami Khedira (német nyelven). dfb.de